# A1 (banda)
A1 es un grupo de música Pop, formado por los ingleses: Ben Adams, Mark Read, Paul Marazzi y el noruego Christian Ingebrigtsen. El 8 de octubre de 2002, Paul dejó el grupo argumentando asuntos personales, y A1 se separó a raíz de ello. Ya separados, en 2004 se lanzó un recopilatorio de grandes éxitos titulado "The best of A1". En 2009 anunciaron su vuelta a la música sin Paul, vuelta que materializó con su intención de representar a Noruega en Eurovisión 2010 con el tema "Don't Want To Lose You Again".

## Estilo de música
Es un grupo vocal, ha sido llamado boy band por ser un grupo vocal de Pop, aunque a partir del tercer disco comenzaron a tocar los propios miembros del grupo instrumentos en escena.
Su música es como queda dicho Pop, con incursiones en el Pop rock en su último disco, y comenzando en el primer disco con un Pop de corte dance y Eurodance, sonido muy europeo, avanzando en el segundo álbum hacia un sonido Pop más urbano de corte más americano, recordando a grupos como Backstreet Boys o NSYNC.

## Sus éxitos
Fue una boyband sobre todo popular en el Reino Unido, contemporánea de 5ive, aunque con menos éxito que estos últimos.
Sus mejores y más famosas canciones fueron: Take on me (cover de Aha), Same old brand new you (de sonido bien trabajado y espectacularidad sonido de nuevo Pop sueco), No more (con influencias NSYNC), y Caught in the middle (sonido de corte más Pop con guitarras).

## Discografía

### Álbumes de estudio
- 1999: Here We Come
- 2000: The A list
- 2002: Make It Good
- 2013: Rediscovered
- 2014: Waiting For Daylight

### Compilaciones
- 2004: The Best of a1
- 2009: A1 Greatest Hits